# Stadionul Tineretului din București
Stadionul Tineretului 
În 1913 Grigore Cantacuzino - primarul de atunci al Bucureștiului - hotărăște ca Primăria, contra sumei simbolice de 1 leu pe an, să cedeze Federației Socităților Sportive din România, pe tot timpul existenței acesteia, terenul de „la Șosea” (actualul Tineretului). Întinderea totală era de 25 ha iar terenul era destinat exclusiv activităților sportive. Comisia de Instalare a F.S.S.R. atribuie fiecărui sport locul de desfășurare a competițiilor. Astfel s-a născut “leagănul” în care a crescut rugbyul românesc. Primul campionat național de rugby, disputat în 1914, a avut programate meciuri „la Șosea”. 
În perioada interbelică, mai exact în anii de dinaintea celui de-al doilea război mondial, FRR s-a confundat cu tendința unor militari de a interzice jocul de rugby. Așa se și explică și faptul că terenurile de la Stadionul Tineretului, acolo unde se disputau meciurile de rugby, au fost ocupate pentru o vreme de „Straja Țării”, organizație paramilitară pro-fascistă. Pe terenurile de rugby de la Tineretului au fost instalate baterii antiaeriene. După al doilea Război Mondial, terenurile au fost preluate de Ministerul Învățământului și abia după 1990 au revenit Ministerului Tineretului și Sportului. În 2002, prin Hotărâre de Guvern, cele 3 terenuri de rugby de la Stadionul Tineretului sunt date în folosință gratuită Federației Române de Rugby, pe o perioadă de 49 de ani. Federația Română de Rugby a început lucările de modernizare a bazei rugbystice de la Tineretului. Astfel s-au gazonat cele 3 terenuri, s-au introdus o rețea de drenare a apei și s-a construit o tribună cochetă la terenul central al bazei.
Nu în ultimul rand jucătorii de rugby beneficiază din septembrie 2006 de o modernă sală de forță, pentru pregătirea fizică generală. 
În baza sportivă de la Tineretului s-a construit și noul sediu al Federației Române de Rugby, unde au loc și cursurile Academiei de Rugby, într-o sală de ședințe dotată cu aparatură audio-video de cea mai bună calitate.